# Mississippi-Bürgerrechtsaktivisten-Morde

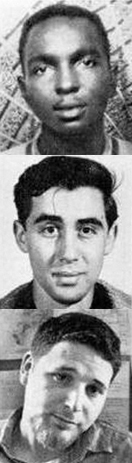
Von oben nach unten: Mordopfer Chaney, Goodman und Schwerner

Die Mississippi-Bürgerrechtsaktivisten-Morde ereigneten sich am 21. Juni 1964 im Neshoba County, Mississippi, als Mitglieder des Ku-Klux-Klans unter Mithilfe konspirierender Polizeibeamter drei Mitglieder einer US-Bürgerrechtsbewegung in einen Hinterhalt lockten und ermordeten.
Sie töteten den Afroamerikaner James Earl Chaney (21) sowie Andrew Goodman (20) und Michael Schwerner (24), beide New Yorker jüdischen Glaubens. 
Die Ermordeten verfolgten das Ziel, schwarze Amerikaner, die unter den rassistischen Jim-Crow-Gesetzen in den Südstaaten litten, über ihre Wahl- und Bürgerrechte aufzuklären.

## Hintergrund
Nach dem Zweiten Weltkrieg wehrten sich Schwarze gegen die Diskriminierung zunehmend mit Sit-ins und gewaltlosen Demonstrationen. Dabei wurden sie von weißen Bürgerrechtlern unterstützt. Wichtigste Organisationen waren dabei der Congress of Racial Equality (CORE), die National Association for the Advancement of Colored People (NAACP), die Southern Christian Leadership Conference (SCLC) und das Student Nonviolent Coordinating Committee (SNCC). Im Sommer 1964 wurde von diesen in Mississippi eine Sommeroffensive namens Freedom Summer hinsichtlich der Aufklärung über die eigenen Rechte durchgeführt. Schwarze sollten dazu gebracht werden, sich in Wählerlisten einzutragen und von ihrem Wahlrecht Gebrauch zu machen.
Seit dem 2. Mai 1964 wurden zwei Schwarze, Henry Hezekiah Dee und Charles Eddie Moore vermisst. Sie wurden von sieben Ku-Klux-Klan-Mitgliedern in der Nähe von Roxie entführt – ihre Mörder hielten sie für Bürgerrechtler. Am 4. August wurden die Leichen der beiden in einem Fluss im Warren County gefunden. Sie waren geschlagen und an einen Motorblock bzw. ein Stück Eisenbahnschiene gefesselt worden. Im Jahre 2007 wurde James Ford Seale wegen dieses Verbrechens angeklagt.

## Tathergang

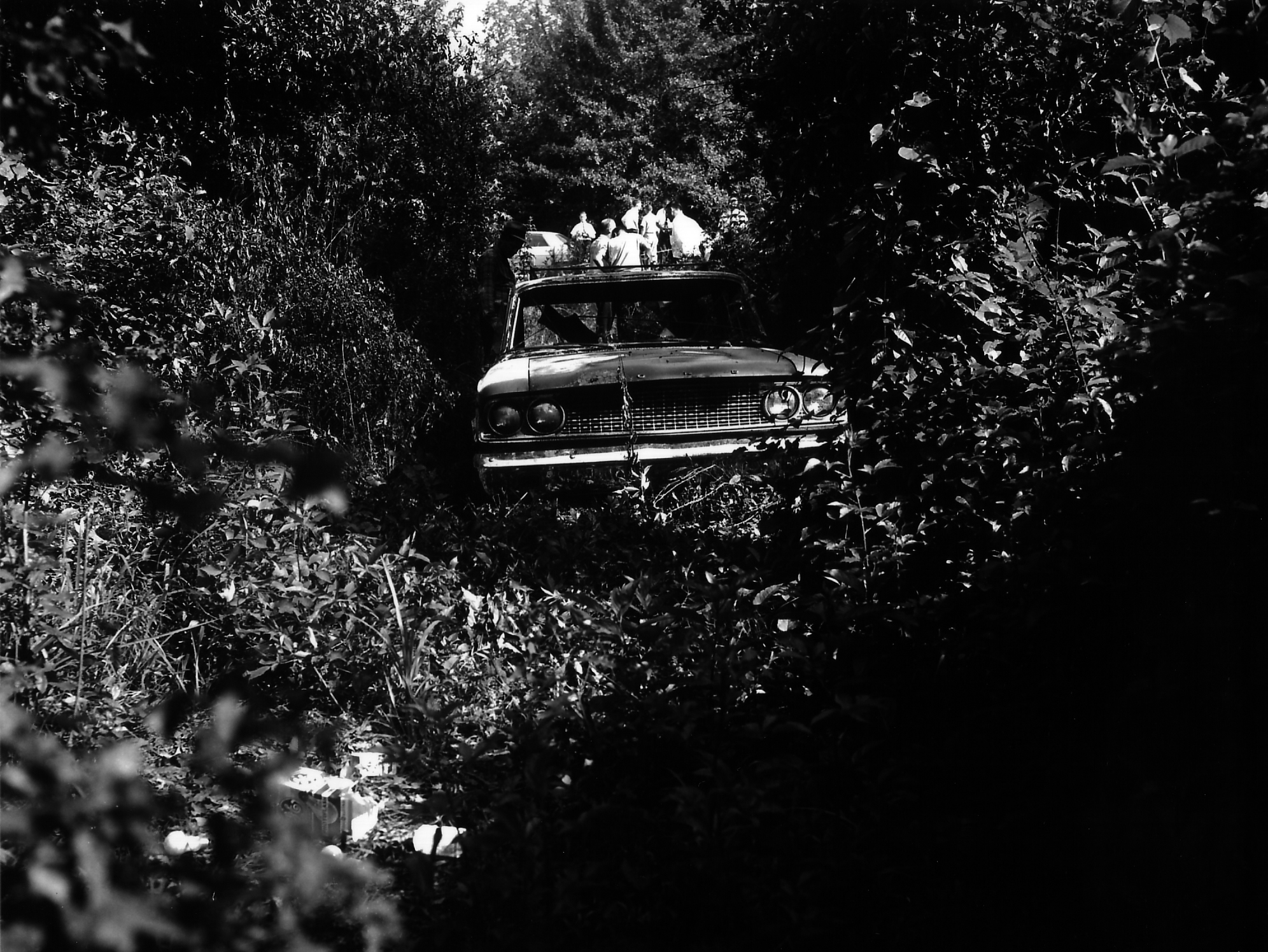
Ausgebranntes Fahrzeug der Opfer (Polizeifoto)

Chaney, Goodman und Schwerner wurden am 21. Juni 1964 kurz nach Mitternacht ermordet. 
Chaney, Goodman und Schwerner hatten den Brandanschlag auf eine von schwarzen Kindern besuchte Schule untersucht und waren zuvor bei einem Training am Western College for Women (heute Teil der Miami University) in Oxford (Ohio) gewesen. Ziel des Trainings war die Ausbildung in der Überzeugungsarbeit von Schwarzen in den Südstaaten hinsichtlich ihres Wahlrechts. Die lokalen Klan-Mitglieder waren über die Aktivitäten genau informiert.
Sam Bowers, der die Splittergruppe White Knights of the Ku Klux Klan als Imperial Wizard anführte, gab den Befehl, die Bürgerrechtler zu ermorden.
Auch County Sheriff Lawrence Rainey und sein Stellvertreter, Deputy Sheriff Cecil Price, waren Mitglied der White Knights of the Ku Klux Klan. Rainey war zur Tatzeit nicht anwesend, wie weit er in die Vorgänge verwickelt war, blieb ungeklärt.
Die Bürgerrechtler wussten durchaus, dass sie sich in Gefahr befanden, und hatten mit ihrem Büro vereinbart, sich regelmäßig telefonisch zu melden. Price nahm die drei unter dem Vorwand einer angeblichen Geschwindigkeitsübertretung fest und brachte sie ins örtliche Gefängnis. Chaney, Goodman und Schwerner durften von ihrem Recht auf einen Anruf keinen Gebrauch machen. Mitglieder der Bürgerrechtsbewegung machten sich Sorgen und begannen, die drei zu suchen. Als sie im Büro des Sheriffs anriefen, wurde ihnen wahrheitswidrig gesagt, sie seien nicht im Gefängnis. Price informierte seinen Klan-Komplizen Edgar Ray Killen, der andere Klan-Mitglieder zusammenrief, um den Mord vorzubereiten.

Auf der Straße nach Meridian wurde ein Hinterhalt vorbereitet. Chaney erhielt von Price anschließend eine Strafe von 20 US-Dollar, und die drei wurden dazu aufgefordert, das County umgehend zu verlassen.
Chaney, Goodman und Schwerner verließen abends am 21. Juni 1964 das Gefängnis und fuhren mit einem Wagen los. Hilfssheriff Cecil Price folgte dem Auto der drei. An der Stelle des Hinterhalts, kurz hinter der Countygrenze, brachte er sie wohl mittels seiner Polizeisirene zum Halten; dann nahm das wartende KKK-Mordkommando sie gefangen und brachte sie an eine abgelegene Stelle. Männer des Kommandos erschossen dort Schwerner und Goodman; der Schwarze Chaney wurde zunächst zusammengeschlagen und kastriert und erst dann erschossen. Das Auto der drei wurde in ein Waldstück nahe dem Mississippi Highway 21 gefahren und in Brand gesteckt. Die Leichen wurden anschließend mittels eines Bulldozers in einem Erdwall vergraben. Price soll seine Mittäter mit dem Tod bedroht haben, sollten sie etwas über die Morde verraten.
Ein Pathologe stellte später fest, dass Chaney vor seinem Tod gefoltert worden war. Wahrscheinlich wurde er mit einer schweren Eisenkette geschlagen, bevor seine Genitalien abgetrennt wurden.

## Reaktion
Auf das Verschwinden folgte ein nationaler Aufschrei. Präsident Lyndon B. Johnson forderte den FBI-Chef J. Edgar Hoover auf, den Fall zu untersuchen.
Aufgrund Hoovers Hass auf die Bürgerrechtsbewegung musste Johnson diesem massiv mit Entlassung drohen, bevor dieser die Ermittlungen aufnahm. Major Case Inspector Joseph Sullivan wurde ins Neshoba County geschickt.
Marinetaucher und FBI-Agenten suchten nach den Leichen und fanden sieben ermordete Schwarze, deren Verschwinden bis dahin keine große Aufmerksamkeit der lokalen Behörden erregt hatte.
Der mutmaßlich in die Morde verwickelte Sheriff des Neshoba County, Lawrence Rainey, sagte der Presse zu dem Fall: „Die verstecken sich doch irgendwo und wollen doch nur Mississippi ins schlechte Licht rücken“. Der Gouverneur Mississippis Paul B. Johnson junior sagte: „Die könnten irgendwo auf Kuba sein“.

## Untersuchung
Nachdem das FBI eine Belohnung von 25.000 US-Dollar aussetzte, gab es erste Hinweise aus der Bevölkerung. Im August 1964 wurden die Leichen schließlich gefunden. Der Tipp stammte von einem Autobahnpolizisten, der angab, zuvor durch Sheriff Rainey für sein Schweigen bezahlt worden zu sein.

### Angebliche Hilfe für das FBI durch die Mafia
Linda Schiro sagte 2007 innerhalb eines Verfahrens aus, ihr Lebensgefährte, Gregory Scarpa Sr., der die Position eines Capo in der Colombo-Familie innehatte, sei vom FBI engagiert worden, um heimlich bei den Ermittlungen zu helfen.
Scarpa soll die Information über das Versteck der Leichen aus einem Klansmann „herausgeholt“ haben.
Diese Behauptung wurde (Stand 2007) niemals bestätigt.

## Prozess
Im Strafprozess U.S. v. Cecil Price et al. wurde der Fall untersucht. Die Behörden des Staates Mississippi hatten sich trotz erdrückender Beweise geweigert, Anklage wegen Mordes zu erheben. Daher wurde die Klage vor einem Bundesgericht erhoben; damals war eine Mordanklage in einem Bundesverfahren allerdings nicht möglich. John Doar vertrat die Anklage. Insgesamt waren 18 Männer angeklagt.
Am 20. Oktober 1967 wurden Cecil Price, Samuel Bowers, Alton Wayne Roberts, Jimmy Snowden, Billey Wayne Posey, Horace Barnett und Jimmy Arledge wegen diverser Taten verurteilt. Die Strafen reichten dabei von drei bis zehn Jahren. Nachdem die eingelegten Rechtsmittel gescheitert waren, traten sie 1970 ihre Haftstrafen an; keiner blieb länger als sechs Jahre in Haft.
E. G. Barnett, ein Kandidat für den Posten des Sheriffs, und der christliche Prediger Edgar Ray Killen wurden durch Zeugenaussagen schwer belastet; eine rein weiße Jury entschied aber auf nicht schuldig. Erst 2005 wurde Killen erneut angeklagt und zu dreimal 20 Jahren Haft verurteilt. Aus gesundheitlichen Gründen wurde er wenig später gegen Zahlung einer Kaution von 600.000 US-Dollar aus der Haft entlassen, kurz darauf aber erneut inhaftiert, weil er das Gericht mit Angaben über seinen Gesundheitszustand irregeführt habe. 2007 wurde die Strafe durch das Höchstgericht des Staates Mississippi bestätigt.

## Folgen
- In der Sage Chapel der Cornell University wurde ein Kirchenfenster zu Ehren der Ermordeten geschaffen.
- Der Journalist Jerry Mitchell hatte über den Fall berichtet. Er half später bei der Überführung der Mörder von Medgar Evers und Vernon Dahmer und den Verantwortlichen für die Bombardierung einer Schule in Birmingham.
- Ronald Reagan eröffnete seinen Hauptwahlkampf am 3. August 1980 ausgerechnet auf der eigentlich unbedeutenden Neshoba County Fair, unweit des Tatorts von 1964. In seiner Rede plädierte er dafür, die Rechte der Bundesstaaten (state’s rights) zu stärken, was seit Barry Goldwater als Chiffre dafür galt, dass die Südstaaten das Recht haben sollten, den Civil Rights Act of 1964 auszuhebeln.
- 1989, am 25. Jahrestag des Mordes, wurde im US-Kongress eine Resolution verabschiedet, die die drei Ermordeten ehrte. Senator Trent Lott und der Rest der Mississippi-Delegation verweigerten die Zustimmung.[1]
- Die Bundesbehörden wollten den Mord zum Hebel nehmen, um die verfassungsmäßige Gleichberechtigung Schwarzer im Süden gegen die Landesregierung durchzusetzen.
- Im Juni 2016 gaben die US-Justiz-Behörden bekannt, dass die Ermittlungsakte geschlossen wurde.[15]

## Kulturelle Rezeption
- Der Film Tod am Mississippi (DDR, TV-EA 27. Juni 1974) entstand 1973/74.
- Der TV-Film Attack on Terror: The FBI vs. the Ku Klux Klan (1975) behandelte das Thema.
- 1988 kam der Film Mississippi Burning – Die Wurzel des Hasses mit Willem Dafoe und Gene Hackman in den Hauptrollen in die Kinos.
- 1990 erschien der Film Mord in Mississippi (Murder in Mississippi) mit Tom Hulce, Blair Underwood und Josh Charles in den Hauptrollen.
- 2008 erschien ein Dokumentarfilm namens Neshoba, der sich auch mit dem Prozess im Jahre 2005 beschäftigte.[16]
- Phil Ochs schrieb den Song Here’s to the State of Mississippi.
- Tom Paxton schrieb den Song Goodman, Schwerner and Chaney.
- Simon & Garfunkels Song He Was My Brother wurde Andrew Goodman gewidmet, den die beiden vom Queens College persönlich kannten.
- Die Morde inspirierten Norman Rockwell zur Zeichnung Southern Justice (Murder in Mississippi). Diese wurde im Magazin Look veröffentlicht.[17]
- Richard Fariñas Song Michael, Andrew and James handelt von den Ermordeten.
- Sigmar Schollaks Jugendroman Getötete Angst von 1973 handelt von den drei Ermordeten und der wochenlangen Suche des FBI nach ihnen. Es enthält viele Fotos des Freedom Summers, bezogen auf die drei und ihre Familien, und der Mörder. Den Schutzumschlag von Kuno Lomas ziert das Fahndungsplakat des FBI nach den drei Opfern, unterzeichnet von J. Edgar Hoover.
- Pete Seeger und Frances Taylor schrieben den Song Those Three Are On My Mind über die Ermordeten.
- In einer Folge der Serie Dark Skies wird auf die drei Morde Bezug genommen.